# Munwiller
Munwiller (Duits: Munweiler) is een gemeente in het Franse departement Haut-Rhin (regio Grand Est) en telt 487 inwoners (2005). De plaats maakt deel uit van het arrondissement Thann-Guebwiller.

## Geografie
De oppervlakte van Munwiller bedraagt 6,8 km², de bevolkingsdichtheid is 71,6 inwoners per km².
De onderstaande kaart toont de ligging van Munwiller met de belangrijkste infrastructuur en aangrenzende gemeenten.

## Demografie
Onderstaande figuur toont het verloop van het inwonertal (bron: INSEE-tellingen).